# Angiolina Quinterno
Angiolina Quinterno (Torino, 19 settembre 1932 – Roma, 3 febbraio 2006) è stata una doppiatrice, attrice e conduttrice radiofonica italiana.

## Biografia
Nata a Torino il 19 settembre 1932, Angiolina Quinterno cominciò la sua carriera in radio, ancora bambina, proprio nel capoluogo piemontese, prendendo parte a molti radiodrammi e prose realizzate da Radio Torino. In seguito, negli anni sessanta, si trasferì da Torino a Roma continuando a lavorare per Radio Rai, conducendo svariati programmi in coppia con Silvio Noto, alle quali gli ascoltatori scrivevano, richiedendo le canzoni che avrebbero voluto sentire. 
Successivamente si dedicò anche alla recitazione, iniziando col teatro. Lavorò con nomi del calibro di Paolo Poli (Carolina Invernizio e l'uomo nero), Alberto Lionello (Monsieur Ornifle), Lina Wertmüller (Amore e magia nella cucina di mamma) e Valeria Valeri (Madame Lupin). Partecipò negli anni sessanta e settanta anche a diversi sceneggiati ed originali televisivi della Rai (tra cui Il conte di Montecristo) ed apparve anche in molte trasmissioni televisive, mentre fu molto limitata la sua attività come attrice cinematografica (prese parte infatti solamente a tre pellicole: La padrona è servita di Mario Lanfranchi del 1976, il celebre La terrazza di Ettore Scola del 1980 e la commedia Mai con le donne di Giovanni Fago del 1985). La Quinterno però dedicò soprattutto tempo e passione al doppiaggio. 
Proprio per il doppiaggio oggi è particolarmente conosciuta e ricordata; prestò infatti la sua voce duttile e briosa a numerose celebri attrici, sia straniere che italiane, lavorando inizialmente alla C.I.D. ed in seguito come socia esclusiva alla C.V.D.. Tra i suoi più importanti doppiaggi per il cinema ricordiamo Diane Keaton in Provaci ancora, Sam, Lucia Bosè in L'avaro, Barbara Bouchet in La tarantola dal ventre nero, Carrol Baker in Capitan Apache e Storie di seduzione, e Madeline Kahn in Frankenstein Junior, Il fratello più furbo di Sherlock Holmes, Alta tensione e La pazza storia del mondo, mentre per quanto riguarda il cinema d'animazione, Angiolina Quinterno ha doppiato Miss Guendalina Bla Bla ne Gli Aristogatti (1970), la Signora Jenkins in Pocahontas II - Viaggio nel nuovo mondo (1998), la cameriera in Le follie dell'imperatore (2000) e in Le follie di Kronk (2005), Laverne in Il gobbo di Notre Dame II (2001), Lady Tremaine in Cenerentola II - Quando i sogni diventano realtà (2002), la strega Malefica in Topolino & i cattivi Disney (2002), la Signora Packard in Atlantis - Il ritorno di Milo (2003) e Pearl Gesner in Mucche alla riscossa (2004). 
Anche i suoi doppiaggi per la televisione restano famosi: sua è la voce di Cloris Leachman nella sit-com Mary Tyler Moore Show e nel suo spin-off Phyllis, di Polly Holliday nella serie Alice e nello spin-off Flo, di Carolyn Jones, Marla Adams e Marj Dusay nella soap opera Capitol (in cui le tre attrici hanno interpretato, in diversi periodi, il personaggio di Myrna Graves Clegg), ma soprattutto, dal 1990 fino al 2006, a poche settimane dalla sua scomparsa, è stata la voce di Stephanie Douglas Forrester, il personaggio interpretato da Susan Flannery nella soap opera Beautiful (ruolo in cui è stata sostituita dopo la sua morte da Vittoria Febbi). Angiolina Quinterno ha doppiato Susan Flannery anche nella soap opera Febbre d'amore (in una breve apparizione del personaggio di Stephanie Forrester nella sister-soap di Beautiful) e nella sitcom Hope e Faith in cui l'attrice statunitense interpretava Laura Levisetti. Ha inoltre doppiato Anne Bancroft nel film TV Haven - Il rifugio e vari personaggi femminili secondari della serie Law & Order - I due volti della giustizia e del suo spin-off Law & Order - Unità vittime speciali.
Nel 1985 la Quinterno recitò nella sit-com Orazio, interpretata assieme a Maurizio Costanzo, Simona Izzo (temporaneamente sostituita da Emanuela Giordano nella seconda stagione) ed Alessia Fabiani; tale sit-com era trasmessa la domenica su Canale 5 all'interno del contenitore Buona Domenica; nel 1989 fu la volta di Ovidio, altra sitcom anch'essa con Costanzo protagonista, sempre trasmessa alla domenica pomeriggio su Canale 5. Nel 1992 Angiolina Quinterno recitò nella miniserie di Rai 2 La storia spezzata con protagonista Barbara De Rossi, che riscosse molto successo ed ebbe anche un seguito nel 1995 intitolato Storia di Chiara. La Quinterno ha continuato a partecipare come attrice a varie serie televisive e film TV, trasmessi sia dalla Rai che da Mediaset, interpretando ruoli secondari: Parole e baci, Senza scampo, Non lasciamoci più, Una donna per amico, L'avvocato delle donne, Il bello delle donne, Don Matteo (solo in un episodio),  La tassista, Incantesimo, Un medico in famiglia (terza e quarta stagione), Orgoglio e Ricomincio da me. 
Una delle sue ultime interpretazioni teatrali è datata 2001: ha interpretato il ruolo della madre di Henry Higgins nel musical My Fair Lady, messo in scena dalla compagnia del Teatro della Munizione.
È morta a Roma il 3 febbraio 2006, all'età di 73 anni, a causa di una leucemia mieloide. È sepolta al Cimitero Flaminio.

## Doppiaggio

### Cinema
- Madeline Kahn in  Frankenstein Junior, Il fratello più furbo di Sherlock Holmes, Alta tensione, La pazza storia del mondo
- Lily Tomlin in L'occhio privato, Attimo per attimo, Dalle 9 alle 5... orario continuato
- Carrol Baker in Capitan Apache, Storie di seduzione, Roswell
- Eva Czemerys in L'assassino ha riservato nove poltrone, Roma drogata la polizia non può intervenire
- Alice Drummond in Ghostbusters - Acchiappafantasmi, Solo se il destino
- Isle Earl in Porky's - Questi pazzi pazzi porcelloni!, Porky's II - Il giorno dopo
- Helen Hanft in Funny Money - Come fare i soldi senza lavorare, Stardust Memories
- Polly Holliday in Un marito... quasi perfetto, Genitori in trappola
- Shirley Knight in Diabolique, I sublimi segreti delle Ya-Ya sisters
- Cloris Leachman in L'ultimo spettacolo, Sky High - Scuola di superpoteri
- Anna Massey in L'importanza di chiamarsi Ernest, L'uomo senza sonno
- Phyllis Newman in L'amore è un trucco, La macchia umana
- Holland Taylor in All'inseguimento della pietra verde, Il gioiello del Nilo
- Betty White in Un ciclone in casa, Truffa a natale
- Dianne Wiest in Radio Days, Hannah e le sue sorelle
- Joanne Woodward in La prima volta di Jennifer, Posta grossa a Dodge City
- Sheila Allen in L'inferno di cristallo (ridoppiaggio 2003)
- Renée Asherson in Grey Owl - Gufo grigio
- Claudine Auger in Aragosta a colazione
- Belinda Balaski in Gremlins
- Thelma Barlow in Lady Henderson presenta
- Jeanne Bates in Mulholland Drive
- Maria Baxa in Gardenia, il giustiziere della mala
- Rossella Bergamonti in Il fischio al naso
- Caroline Blakiston in Il ritorno dello Jedi
- Margaret Blye in L'eroe della strada
- Scotty Bloch in Tutti dicono I Love You
- Barbara Bouchet in La tarantola dal ventre nero
- Lucia Bosè in L'avaro
- Penelope Branning in Buon compleanno Mr. Grape
- Dora Bryan in MirrorMask
- Maria Grazia Buccella in Infanzia, vocazione e prime esperienze di Giacomo Casanova, veneziano
- Betty Buckley in Carrie, lo sguardo di Satana
- Avis Bunnage in Proibito
- Kathy Burke in Ballando a Lughnasa
- Marylouise Burke in Partnerperfetto.com
- Lucienne Camille in La mazurka del barone, della santa e del fico fiorone
- Lidia Catalano in Tutto il bene del mondo
- Tsai Chin in Il circolo della fortuna e della felicità
- Lynn Cohen in Misterioso omicidio a Manhattan
- Joan Copeland in L'oggetto del mio desiderio
- Judy Cornwell in La storia di Babbo Natale
- Bella Cortez in Sindbad contro i sette saraceni
- Pat Crawford Brown in Una strega chiamata Elvira
- Gloria Cromwell in La guerra dei Roses
- Blythe Danner in Mariti e mogli
- Sonia Darrin in Il grande sonno (ridoppiaggio 1975)
- Liz Davis in Che fortuna avere una cugina nel Bronx!
- Jean De Baer in Tre amici, un matrimonio e un funerale
- Lynne Deragon in The Interpreter
- Gitty Djamal in Milady
- Leslie Easterbrook in Scuola di polizia 3: tutto da rifare
- Edwige Fenech in Top Sensation
- Fenella Fielding in Guest House Paradiso
- Brenda Fricker in Veronica Guerin - Il prezzo del coraggio
- Fran Fullenwider in Una sera c'incontrammo
- Silvana Gallardo in Il giustiziere della notte 2
- Beulah Garrick in Quel pomeriggio di un giorno da cani
- Anita Gillette in Shall We Dance?
- Luciana Gilli in Una bara per lo sceriffo
- Joyce Gordon in Scuola di polizia
- Mari Gorman in 10
- Rose Gregorio in In fondo al cuore
- Patricia Haines in Madra... il terrore di Londra
- Gillian Hanna in Oliver Twist
- Tess Harper in Crimini del cuore
- Rosemarie Harris in Being Julia - La diva Julia
- Joann Havrilla in Grasso è bello
- Katherine Helmond in Complotto di famiglia
- Barbro Henberg in L'amore non basta mai
- Olivia Hussey in Orizzonte perduto
- Dana Ivey in Faccia a faccia
- Geraldine James in Un agente segreto al liceo
- Lainie Kazan in Il club delle vedove
- Jane Kean in Elliott, il drago invisibile
- Diane Keaton in Provaci ancora, Sam
- Susan Kussman in I colori della vittoria
- Diane Ladd in L'agguato - Ghosts from the Past
- Rita Lafontaine in La grande seduzione
- Chus Lampreave in Dì di sì
- Louise Latham in Sugarland Express
- Kaiulani Lee in Prima e dopo
- Araby Lockart in Truman Capote - A sangue freddo
- Tina Louise in La fabbrica delle mogli
- Shirley MacLaine in Due vite, una svolta
- Judith Magre in Nathalie...
- Dorothy Malone in Basic Instinct
- Andrea Marcovicci in Il prestanome
- Ann-Margret in Quel giardino di aranci fatti in casa
- Andrea Martin in Sesso & potere
- Tina Martin in Legend
- Marsha Mason in A proposito di omicidi...
- Elaine May in California Suite
- Geraldine McEwan in La fiera della vanità
- Marisa Mell in La compagna di viaggio
- Debra Mooney in Unico testimone
- Eleonora Morana in Il medaglione insanguinato
- Maureen O'Brien in Con la testa tra le stelle
- Betsy Palmer in Weekend di terrore
- Estelle Parsons in Riccardo III - Un uomo, un re
- Mary Beth Peil in La donna perfetta
- Vivian Pickles in Domenica, maledetta domenica
- Angela Punch McGregor in L'isola
- Gilda Radner in Hanky Panky - Fuga per due
- Marion Ramsey in Scuola di polizia 6 - La città è assediata
- Vanessa Redgrave in Wilde
- Malù Reyes in La terrificante notte dei robot assassini
- Sandy Rikman in Broadway Danny Rose
- Flora Robson in La grande Caterina (ridoppiaggio)
- Maria Rohm in La fine dell'innocenza
- Gina Rovere in Il morbidone
- Rosa Maria Sardà in La niña dei tuoi sogni
- Prunella Scales in L'avventuriera perversa
- Carole Shelley in Vita da strega
- Elizabeth Shepherd in La maledizione di Damien
- Belinda Sinclair in Amare per vivere
- Maggie Smith in Amori e ripicche
- Nilda Spencer in Donna Flor e i suoi due mariti
- June Squibb in A proposito di Schmidt
- Maruska Stankova in Quintet
- Garn Stephens in Halloween III - Il signore della notte
- Nancy Stephens in Halloween, la notte delle streghe
- Mink Stole in La signora ammazzatutti
- Josiane Stoleru in Cyrano de Bergerac
- Hélène Surgère in Confidenze troppo intime
- Dolores Sutton in Crimini e misfatti
- Magda Szubanski in Babe va in città
- Barbara Tarbuck in A testa alta
- Susan Travers in L'abominevole dottor Phibes
- Willeke van Ammelrooy in Ciskje - Storia di un bambino
- Eugene Walter in La casa dalle finestre che ridono
- Marcia Warren in Insieme per caso
- Celia Weston in Celebrity
- Billie Whitelaw in Il figlio perduto
- Clara Zovianoff in La polizia chiede aiuto

### Cinema d'animazione
- Gli Aristogatti: Guendalina Bla Bla
- Le avventure di Barbapapà: Barbaforte e Barbabravo
- He-Man e She-Ra: Il segreto della spada: Tessitrice d'Ombre
- James e la pesca gigante: Zia Spugna
- Pocahontas II - Viaggio nel nuovo mondo: signora Jenkins
- Kiki - Consegne a domicilio: Berta
- Le follie dell'imperatore e Le follie di Kronk: cameriera
- Il gobbo di Notre Dame II: Laverne
- Cenerentola II - Quando i sogni diventano realtà: Lady Tremaine
- Topolino & i cattivi Disney: Malefica e La Regina di Cuori
- Atlantis - Il ritorno di Milo: signora Packard
- Pokémon 4Ever: Towa
- Mucche alla riscossa: Pearl Gesner
- Wallace & Gromit - La maledizione del coniglio mannaro: signora Mulch

### Telefilm, miniserie e film TV

Angiolina Quinterno nel 1990

- Cloris Leachman in Mary Tyler Moore Show, Phyllis, Un detective in corsia e Due magiche gemelle
- Polly Holliday in Alice e Flo
- Betty White in Tutto in famiglia e Malcolm
- Eva Marie Saint in Per amore di Jimmy e Moonlighting
- Carolyn Jones in Radici
- Bonnie Bartlett in V - Visitors
- Marla Adams in Cuore e batticuore
- Shirley Knight in L'asilo maledetto
- Danielle Darrieux in Le relazioni pericolose
- Olympia Dukakis in Il tocco di un angelo
- Shirley MacLaine in La battaglia di Mary Kay
- Anne Baxter in La maschera della morte
- Susan Flannery in Hope e Faith
- Lily Tomlin in X Files
- Vera Miles in Colombo
- Ida Lupino in Colombo
- Mary Kay Place in West Wing - Tutti gli uomini del Presidente
- Chip Field in L'Uomo Ragno sfida il Drago
- Diana Rigg in Agente speciale
- Anne Bancroft in Haven - Il rifugio
- Wanda Ventham in UFO
- Marcia Moran in Profiler - Intuizioni mortali
- Natalia Nogulich in Star Trek - The Next Generation
- Salome Jens in Star Trek Deep Space Nine
- Felicity Harrison in Zaffiro e Acciaio
- Faith Brook in Miss Marple
- Barbara Stock in Moonlighting
- Penny Fuller in E.R. - Medici in prima linea
- Edeltraud Shubert e Ruth Maria Kubitschenk in Un ciclone in convento
- Ellen Travolta in Baby Sitter
- Alice Pearce e Sandra Gould in Vita da strega
- Anne Jeffreys in Baywatch
- Alice Hirson in Settimo cielo
- Cindy Pickett in Settimo cielo
- Estelle Harris in Zack e Cody al Grand Hotel
- June Squibb in Dr. House - Medical Division
- Julianna McCarthy in La libreria del mistero
- Patricia Barry in Ai confini della realtà
- Louise Sorel in Adorabili creature
- Tess Harper in One Tree Hill
- Joan Sims in Fantasma per amore
- Florence Stanley in Dharma e Greg
- Florence Henderson in Fudge - Un mare di guai
- Alex Bornstein in Una mamma per amica
- Shelley Fabares in Matt Helm
- Debbie Reynolds in Will e Grace
- Barbara Berrie in Ancora una volta
- Hilde Berger in Il commissario Rex
- Beatrice Kelly in Papà e mamma sono alieni
- Gerda Nicholson in L'ispettore Bluey
- Maria Schell in Famiglia dolce famiglia
- Elmarie Wendell in Una famiglia del terzo tipo
- Gaby Fehling in Heidi
- Claire Nadeau in I compagni di Baal
- Barbara Billingsley in Il mistero di Hamden
- Deborah Grover in Amore conteso
- Corinne Conley in Eloise a Natale
- Annicke Alane in Un cuore dimenticato
- Ruth Glöß in Il posto delle farfalle

### Soap opera e telenovelas
- Susan Flannery in Beautiful, Febbre d'amore
- Carolyn Jones, Marla Adams e Marj Dusay in Capitol
- Nancy Addison Altman in Quando si ama
- Elizabeth Hubbard in Così gira il mondo
- Sonia Petrova in Aspettando il domani
- Rachel Ames in Port Charles
- Ana Rosa in Il paradiso del male

### Cartoni animati
- I Puffi: Nonna Puffa
- Shin Chan: Nonna
- I Griffin: Madre di Morte
- She-Ra, la principessa del potere: Tessitrice d'Ombre
- Crank Yankers: Helen Higgins
- Higglytown Heroes - 4 piccoli eroi: Nonna
- Un'anatra in giallo: Miss Mallard
- Fantasmi detectives: Agatha
- I Miserabili: Symphorien
- L'isola del tesoro: Karen
- Nilus, l'omino dei sogni: Pearl
- House of Mouse - Il Topoclub: Malefica
- Hello Kitty - Il teatrino delle fiabe: voce narrante

### Videogiochi
- Signora Packard in Atlantis: L'impero perduto[1]
- Cloto in Disney's Hercules[2]

## Radio
- La signora Rosa, commedia di Sabatino Lopez, regia di Umberto Benedetto, trasmessa il 1 maggio 1950.
- Tu, regia di Claudio Fino, trasmessa il 17 giugno 1950.
- La mammola appassita, commedia di Carlo Veneziani, regia di Vittorio Brignole, trasmessa il 13 ottobre 1951.
- Pensaci Giacomino, regia di Eugenio Salussolia, trasmessa il 20 ottobre 1951.
- Nembo, di Massimo Bontempelli, regia di Claudio Fino, trasmessa il 12 settembre 1953.
- La rappresentazione di Santa Uliva, di Anonimo fiorentino, regia di Umberto Benedetto, trasmessa il 28 dicembre 1954.
- Mi sono sposato, regia di Eugenio Salussolia, trasmessa il 6 ottobre 1955.
- L'orologio, di Tito Guerrini e Luciano Malaspina, regia di Giacomo Colli, 13 maggio 1959.
- I ragazzi mangiano i fiori, commedia di Enrico Bassano, regia di Eugenio Salussolia, trasmessa il 29 marzo 1960.
- Una voce nella vita, di Ermanno Carsana, regia di Eugenio Salussolia, 8 aprile 1961.
- Mata Hari, regia di Arturo Villone, 15 settembre 2003 su Radio 2.